# Marine (strijdmacht)

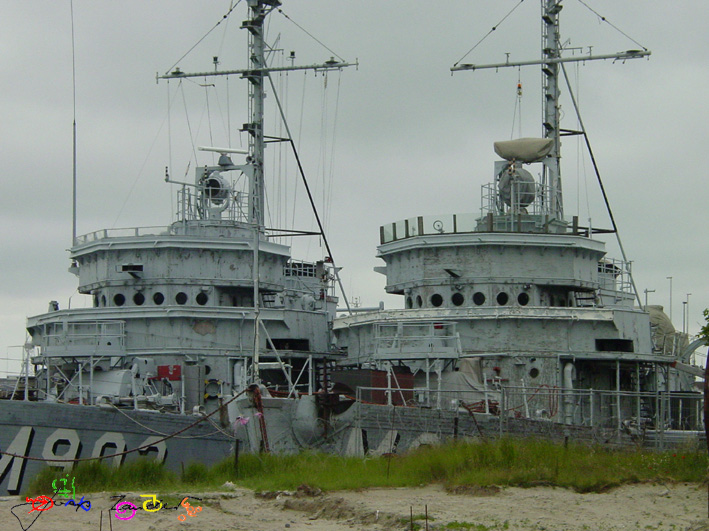
Afgedankte marineschepen in de Marinebasis Zeebrugge, de belangrijkste marinebasis van België

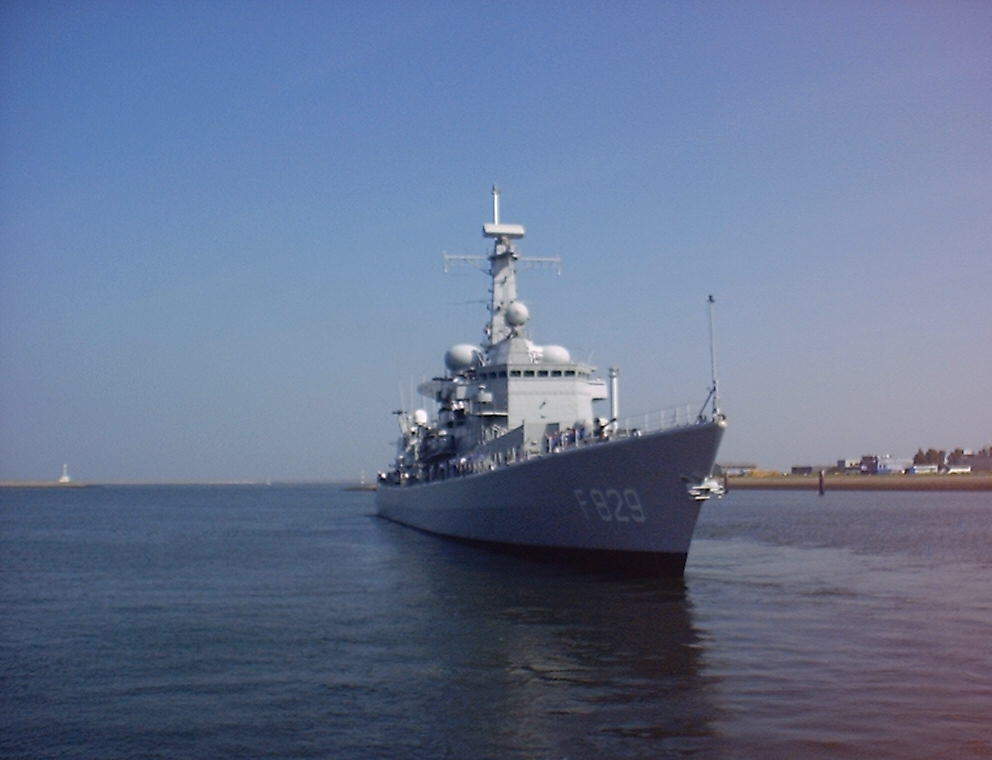
Modern fregat

De zeemacht of marine is het onderdeel van de strijdkrachten dat zich bezighoudt met de oorlogsvoering op zee.
De Nederlandse marine heet de Koninklijke Marine, de Belgische marine heet de marinecomponent. Vóór 1795 werd voor de marine de benaming Admiraliteit gebruikt.
In het Nederlands is de marine een onderdeel van de defensie, toch was het oorspronkelijk niet, toen het woord marine alleen 'de schepen van een natie' betekende. In het Middelnederlands betekende marine zelfs slechts 'waterkant' of 'zeekust'. Duitsland noemde haar marine in de Tweede Wereldoorlog Kriegsmarine. Tegenwoordig is dat Deutsche Marine. Het Engelse woord voor marine is navy. Ook hier is de historische ontwikkeling van dit woord duidelijk, waar de marine van de koning, voor oorlogsdoeleinden dus Royal Navy heet en de koopvaardijvloot Merchant Navy, of Mercantile Marine.

## Geschiedenis van de marine

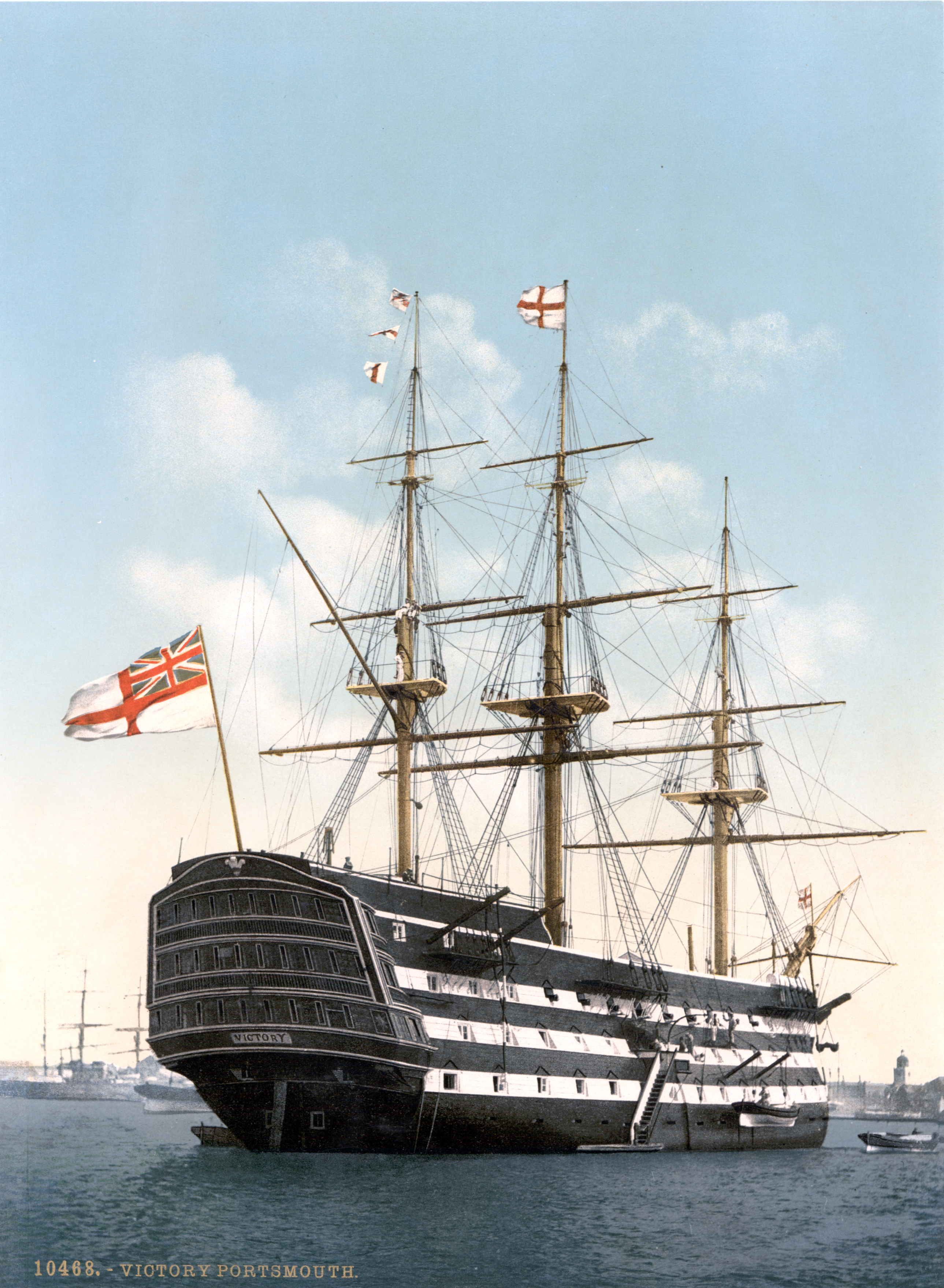
HMS Victory, het oudste oorlogsschip dat nog steeds bestaat

Zeegevechten bestaan al sinds de mensheid gebruik begon te maken van krijgsvoertuigen die zich over het water konden voortbewegen. De meeste landen en stadstaatjes uit de oudheid hadden geen onafhankelijke marine, maar hun kooplieden bewapenden wel vaak hun schepen.
De eerste 'echte' marine werd door de Grieken en Romeinen opgezet om de Middellandse zee te vrijwaren van piraten. Hiervoor werden vooral galeien gebruikt. Deze schepen dienden meer om soldaten te vervoeren dan om zelf te vechten, maar konden indien nodig worden gebruikt om andere schepen te rammen en zo te laten zinken. De soldaten aan boord van deze schepen waren echter meer getraind in een-tegen-eengevechten dan echte gevechten op zee. Dit soort zeegevechten bleef bestaan tot de middeleeuwen.
In de beginjaren van de 16e eeuw bestonden er nog geen echte oorlogsschepen. De koopvaardijschepen waren soms, voor de veiligheid, bewapend met kanonnen en werden tijdens een oorlog gevorderd voor de zeemacht van strategen zoals Michiel de Ruyter. Pas later werden werkelijke oorlogsschepen gebouwd en werden de koopvaardijschepen geleidelijk aan niet meer bewapend. De ontwikkeling van schepen die kanonnen konden vervoeren droeg wel bij aan het feit dat de Europeanen overal ter wereld steeds meer voet aan de grond kregen. Ook werden schepen naarmate ze meer bewapening kregen steeds vaker zelf als wapen ingezet in plaats van enkel als middel om soldaten te vervoeren. Vooral Spanje en Portugal begonnen in de Gouden Eeuw met het ontwikkelen van hele vloten oorlogsschepen. Midden 17e eeuw werd Engeland een marinegrootmacht.
Een tweede stap in de ontwikkeling van de marine kwam toen oorlogsschepen, die net als koopvaardijschepen van hout waren gemaakt, ging bepantseren met metalen platen; de zogenaamde ironclads. Sinds de ontwikkeling van de stoomboot werd dit scheepstype steeds meer gebruikt als oorlogsschip. De Franse FS Gloire en Britse HMS Warrior waren de eerste moderne oorlogsschepen. De strijd tussen de CSS Virginia en de USS Monitor tijdens de Amerikaanse Burgeroorlog wordt vaak gezien als de eerste moderne zeeslag.
In de late 19e eeuw deden ook onderzeeërs hun intrede als marineschepen. In de Eerste Wereldoorlog bleken deze schepen al een grote aanwinst voor de marine van een land. Tijdens de Tweede Wereldoorlog maakten vooral de Duitsers gebruik van onderzeeërs.
Een andere grote ontwikkeling op het gebied van marine was het vliegdekschip, waarmee de marine gecombineerd kon worden met de luchtmacht.

## Slagvaardigheid
Militaire analisten categoriseren marines naar bereik en slagvaardigheid. Hier worden de Engelse termen blue water navy (blauwwatermarine), green water navy (groenwatermarine) en brown water navy (bruinwatermarine) gebruikt. Een bruinwatermarine, vernoemd naar de met slib en plantenresten verzadigde binnenwateren, is geschikt voor de beveiliging van binnenwateren zoals meren en rivieren. Een groenwatermarine, vernoemd naar de groenige kustwateren, is geschikt voor beveiliging van de kustwateren. Een blauwwatermarine, vernoemd naar de blauwe wateren op volle zee, heeft daarbij ook capaciteit om in andere regio's op te treden. Een meer verfijnde schaal is het Todd & Lindberg classificatiesysteem:
1. Globale slagkracht: de marine kan in meerdere globale operaties haar macht projecteren. Een voorbeeld is de marine van de Verenigde Staten;
2. Beperkte globale slagkracht: de marine kan in een globale operatie haar macht projecteren. Voorbeelden zijn Frankrijk en het Verenigd Koninkrijk;
3. Multiregionale slagkracht: de marine kan in naburige maritieme regio's macht uitoefenen. Voorbeelden zijn Rusland, India, Italië, Spanje, Brazilië.
4. Regionale slagkracht: de marine kan zowel binnen als buiten de eigen EEZ macht uitoefenen. Voorbeelden zijn Nederland, China, Duitsland, Japan, Australië, Zuid-Korea.
5. Regionale buitengaatse kustverdediging: de marine is in staat de kust te beveiligen binnen de eigen EEZ en soms ook daarbuiten. Voorbeelden zijn Israël, Saoedi-Arabië, Noorwegen, Canada.
6. Regionale kustverdediging: de marine is in staat de kust te beveiligen binnen de gebieden van de EEZ die dicht bij de kust liggen. Voorbeelden zijn Oman, Finland en Noord-Korea.
7. Regionale buitengaatse kustbeveiliging: maritieme beveiliging binnen en enigszins buiten de EEZ. Voorbeelden zijn Mexico en Ierland.
8. Regionale kustbeveiliging: maritieme beveiliging binnen de EEZ. Voorbeeld is de marine van de Filipijnen.
9. Binnenwaterbeveiliging: bewaking en ordehandhaving van de binnenwateren. Voorbeelden zijn Bolivia en Paraguay.
10. Symbolische binnenwaterbeveiliging.

## Marine in Nederland en België
De Nederlandse marine staat bekend als de Koninklijke Marine. Deze bestaat onder andere uit oppervlakte-eenheden, onderwatereenheden en het Korps Mariniers. De taken van de marine tonen de laatste jaren net als bij de andere krijgsmachtonderdelen een verschuiving van de gevechtstaak naar crisisbeheersing. In Nederlands-Indië had men in de koloniale tijd de Koloniale marine.
In België heet de marine de marinecomponent. De Belgische defensie kent vier componenten, waarvan de marine of de vroegere zeemacht er een van is. De overige drie zijn de landcomponent, luchtcomponent en medische component.

## Rangen
Traditioneel kent de marine twee rangensystemen; een voor personeel en een voor officieren.
De Nederlandse marine (vloot) kent onder andere de volgende rangen.
Vlagofficieren:
- Luitenant-admiraal
- Viceadmiraal
- Schout-bij-nacht
- Commandeur

Hoofdofficieren:
- Kapitein-ter-zee
- Kapitein-luitenant ter zee
- Luitenant-ter-zee der 1e klasse

Subalterne officieren:
- Luitenant-ter-zee der 2e klasse oudste categorie
- Luitenant-ter-zee der 2e klasse
- Luitenant-ter-zee der 3e klasse

Verder wordt bij de Koninklijke Marine een officier in opleiding adelborst genoemd. Deze hebben echter nog niet de officiersstatus.
Onderofficieren:
- Adjudant-onderofficier
- Sergeant-Majoor
- Sergeant
- Korporaal

Manschappen:
- Matroos 1e klasse
- Matroos 2e klasse
- Matroos 3e klasse

De Belgische marinecomponent kent de volgende graden.
Opperofficieren:
- Admiraal
- Viceadmiraal
- Divisieadmiraal
- Flottieljeadmiraal

Hoofdofficieren:
- Kapitein ter zee
- Fregatkapitein
- Korvetkapitein

Lagere officieren:
- Luitenant-ter-zee 1e klasse
- Luitenant-ter-zee
- Vaandrig-ter-zee
- Vaandrig-ter-zee 2e klasse

Hoofdonderofficieren:
- Oppermeester-chef
- Oppermeester

Keuronderofficieren
- 1e Meester-chef
- 1e Meester

Lagere onderofficieren
- Meester-chef
- Meester
- 2e Meester

Keurvrijwilligers
- 1e Kwartiermeester-chef
- Kwartiermeester-chef

Lagere vrijwilligers
- Kwartiermeester
- 1e Matroos
- Matroos

In de Amerikaanse marine werd lange tijd de rang Commodore gebruikt. Deze is inmiddels vervangen door Rear Admiral (Lower Half).

## Schepen
Bij de hedendaagse marine worden schepen vaak verdeeld in zeven groepen:
- Vliegdekschepen
- Kruiser
- Torpedobootjager
- Fregat
- Korvet
- Onderzeeboot
- Amfibisch transportschip

Naast de schepen uit deze groepen bestaan er extra of tussen classes zoals de oiler (Amerikaanse marine), mijnenveger, patrouillevaartuig en onderzoeksschip.
Oorlogsschepen hebben in of voor hun naam vaak een afkorting, die aangeeft bij welke marine het schip hoort. Voorbeelden zijn:
| Nationaalvoorvoegsel | Marine                                                        | Betekenis                                                               |
| -------------------- | ------------------------------------------------------------- | ----------------------------------------------------------------------- |
| HMAS                 | Royal Australian Navy                                         | His/Her Majesty's Ship/Submarine                                        |
| HMCS of NCSM         | Engels: Royal Canadian Navy Frans: Marine royale canadienne   | His/Her Majesty's Canadian Ship/Submarine Navire canadien de Sa Majesté |
| HMS                  | Royal Navy                                                    | His/Her Majesty's Ship/Submarine                                        |
| SMS en SM U          | Kaiserliche und Königliche Kriegsmarine en Kaiserliche Marine | Seiner Majestät Schiff en Seiner Majestät Unterseeboot                  |
| USS                  | United States Navy                                            | United States Ship                                                      |
| Hr.Ms./Zr.Ms.        | Koninklijke Marine                                            | Harer/Zijner Majesteits                                                 |

De aanduiding “Zijner/Harer Majesteits” (Zr.Ms. of Hr.Ms.”) mag uitsluitend voorafgaan aan de naam van een schip van de Koninklijke Marine, waar aan die naam met goedkeuring van de Majesteit is gegeven.
Het betreft schepen van de Koninklijke Marine die de wimpel voeren, wanneer zij in dienst zijn, onder het bevel van een officier of onderofficier van de Koninklijke Marine staan en een militaire bemanning hebben.